# Vema occidua
Vema occidua is een Monoplacophorasoort uit de familie van de Neopilinidae. De wetenschappelijke naam van de soort is voor het eerst geldig gepubliceerd in 2006 door B. A. Marshall.